# Lista siturilor arheologice din județul Iași - H
Lista siturilor arheologice din județul Iași - H conține toate siturile arheologice din județul Iași înscrise în Repertoriul Arheologic Național (RAN) și aflate în localități al căror nume începe cu litera H. RAN este administrat de Ministerul Culturii și Patrimoniului Național și cuprinde date științifice, cartografice, topografice, imagini și planuri, precum și orice alte informații privitoare la zonele cu potențial arheologic, studiate sau nu, încă existente sau dispărute.
Puteți căuta un sit din localitățile care încep cu litera H folosind formularul de mai jos sau puteți naviga prin toate siturile din județ la Lista siturilor arheologice din județul Iași.
| Cod RAN                                   | Denumire | Localitate                      | Adresă             | Datare                            | Descoperit | Coordonate                                    | Imagine           | Erori            |
| ----------------------------------------- | --- | ------------------------------- | ------------------ | --------------------------------- | ---------- | --------------------------------------------- | ----------------- | ---------------- |
| 99281.01.01 (Cod LMI: IS-I-m-A-03597.01)  | Situl arheologic de la Hăbășești - "La Siliște" / ansamblu anonim (Categorie: locuire civilă) (Tip: Așezare)                | sat Hăbășești, comuna Strunga   | La Siliște         | Cucuteni                          |            |                                               | Încărcați imagine | Raportați eroare |
| 99281.01.02 (Cod LMI: IS-I-m-A-03597.04)  | Situl arheologic de la Hăbășești - "La Siliște" / ansamblu anonim (Categorie: locuire civilă) (Tip: Așezare)                | sat Hăbășești, comuna Strunga   | La Siliște         |                                   |            |                                               | Încărcați imagine | Raportați eroare |
| 99281.01.03 (Cod LMI: IS-I-m-A-03597.03)  | Situl arheologic de la Hăbășești - "La Siliște" / ansamblu anonim (Categorie: locuire civilă) (Tip: Așezare)                | sat Hăbășești, comuna Strunga   | La Siliște         | sec. IV                           |            |                                               | Încărcați imagine | Raportați eroare |
| 99281.01.04 (Cod LMI: IS-I-m-A-03597.01)  | Situl arheologic de la Hăbășești - "La Siliște" / ansamblu anonim (Categorie: locuire civilă) (Tip: Așezare)                | sat Hăbășești, comuna Strunga   | La Siliște         | sec. XV - XVI                     |            |                                               | Încărcați imagine | Raportați eroare |
| 99281.01.05 (Cod LMI: IS-I-m-A-03597.01)  | Situl arheologic de la Hăbășești - "La Siliște" / ansamblu anonim (Categorie: locuire civilă) (Tip: Așezare)                | sat Hăbășești, comuna Strunga   | La Siliște         | sec. XVII - XVIII                 |            |                                               | Încărcați imagine | Raportați eroare |
| 98462.01.01 (Cod LMI: IS-I-m-B-03598.05)  | Situl arheologic de la Hărpășești - "Gropul Morii" / ansamblu anonim (Categorie: locuire civilă) (Tip: Așezare)             | sat Hărpășești, comuna Popești  | Gropul Morii       | Noua                              |            |                                               | Încărcați imagine | Raportați eroare |
| 98462.01.02 (Cod LMI: IS-I-m-B-03598.04)  | Situl arheologic de la Hărpășești - "Gropul Morii" / ansamblu anonim (Categorie: locuire civilă) (Tip: Așezare)             | sat Hărpășești, comuna Popești  | Gropul Morii       | sec. IV                           |            |                                               | Încărcați imagine | Raportați eroare |
| 98462.01.03 (Cod LMI: IS-I-m-B-03598.03)  | Situl arheologic de la Hărpășești - "Gropul Morii" / ansamblu anonim (Categorie: locuire civilă) (Tip: Așezare)             | sat Hărpășești, comuna Popești  | Gropul Morii       | Dridu sec. IX - X                 |            |                                               | Încărcați imagine | Raportați eroare |
| 98462.01.04 (Cod LMI: IS-I-m-B-03598.02)  | Situl arheologic de la Hărpășești - "Gropul Morii" / ansamblu anonim (Categorie: locuire civilă) (Tip: Așezare)             | sat Hărpășești, comuna Popești  | Gropul Morii       | Răducăneni sec. XI - XII          |            |                                               | Încărcați imagine | Raportați eroare |
| 98462.01.05 (Cod LMI: IS-I-m-B-03598.01)  | Situl arheologic de la Hărpășești - "Gropul Morii" / ansamblu anonim (Categorie: locuire civilă) (Tip: Așezare)             | sat Hărpășești, comuna Popești  | Gropul Morii       | sec. XVII - XVIII                 |            |                                               | Încărcați imagine | Raportați eroare |
| 97474.01.01 (Cod LMI: IS-I-m-B-03600.03)  | Situl arheologic de la Heleșteni - "Bâra" / ansamblu anonim (Categorie: locuire civilă) (Tip: Așezare)                      | sat Heleșteni, comuna Heleșteni | Bâra               | sec. IV                           |            |                                               | Încărcați imagine | Raportați eroare |
| 97474.01.02 (Cod LMI: IS-I-m-B-03600.02)  | Situl arheologic de la Heleșteni - "Bâra" / ansamblu anonim (Categorie: locuire civilă) (Tip: Așezare)                      | sat Heleșteni, comuna Heleșteni | Bâra               | sec. XV                           |            |                                               | Încărcați imagine | Raportați eroare |
| 97474.01.03 (Cod LMI: IS-I-m-B-03600.01)  | Situl arheologic de la Heleșteni - "Bâra" / ansamblu anonim (Categorie: locuire civilă) (Tip: Așezare)                      | sat Heleșteni, comuna Heleșteni | Bâra               | sec. XVI - XVII                   |            |                                               | Încărcați imagine | Raportați eroare |
| 97474.02.01 (Cod LMI: IS-I-s-B-03601)     | Așezarea Cucuteni de la Heleșteni - "Dealul Coasta" / ansamblu anonim (Categorie: locuire civilă) (Tip: Așezare)            | sat Heleșteni, comuna Heleșteni | Dealul Coasta      | Cucuteni - A                      |            |                                               | Încărcați imagine | Raportați eroare |
| 97474.03.01 (Cod LMI: IS-I-m-B-03602.07)  | Situl arheologic de la Heleșteni - "Stația de pompare" / ansamblu anonim (Categorie: locuire civilă) (Tip: Așezare)         | sat Heleșteni, comuna Heleșteni | Stația de pompare  | Noua                              |            |                                               | Încărcați imagine | Raportați eroare |
| 97474.03.02 (Cod LMI: IS-I-m-B-03602.06)  | Situl arheologic de la Heleșteni - "Stația de pompare" / ansamblu anonim (Categorie: locuire civilă) (Tip: Așezare)         | sat Heleșteni, comuna Heleșteni | Stația de pompare  |                                   |            |                                               | Încărcați imagine | Raportați eroare |
| 97474.03.03 (Cod LMI: IS-I-m-B-03602.05)  | Situl arheologic de la Heleșteni - "Stația de pompare" / ansamblu anonim (Categorie: locuire civilă) (Tip: Așezare)         | sat Heleșteni, comuna Heleșteni | Stația de pompare  | sec. II - III                     |            |                                               | Încărcați imagine | Raportați eroare |
| 97474.03.04 (Cod LMI: IS-I-m-B-03602.04)  | Situl arheologic de la Heleșteni - "Stația de pompare" / ansamblu anonim (Categorie: locuire civilă) (Tip: Așezare)         | sat Heleșteni, comuna Heleșteni | Stația de pompare  | sec. IV                           |            |                                               | Încărcați imagine | Raportați eroare |
| 97474.03.05 (Cod LMI: IS-I-m-B-03602.03)  | Situl arheologic de la Heleșteni - "Stația de pompare" / ansamblu anonim (Categorie: locuire civilă) (Tip: Așezare)         | sat Heleșteni, comuna Heleșteni | Stația de pompare  | Dridu sec. IX - X                 |            |                                               | Încărcați imagine | Raportați eroare |
| 97474.03.06 (Cod LMI: IS-I-m-B-03602.02)  | Situl arheologic de la Heleșteni - "Stația de pompare" / ansamblu anonim (Categorie: locuire civilă) (Tip: Așezare)         | sat Heleșteni, comuna Heleșteni | Stația de pompare  | sec. XV - XVI                     |            |                                               | Încărcați imagine | Raportați eroare |
| 97474.03.07 (Cod LMI: IS-I-m-B-03602.01)  | Situl arheologic de la Heleșteni - "Stația de pompare" / ansamblu anonim (Categorie: locuire civilă) (Tip: Așezare)         | sat Heleșteni, comuna Heleșteni | Stația de pompare  | sec. XVII - XVIII                 |            |                                               | Încărcați imagine | Raportați eroare |
| 96469.01.01 (Cod LMI: IS-I-m-B-03603.03)  | Așezarea de la Hilița - "Dealul Hiliței" / ansamblu anonim (Categorie: locuire civilă) (Tip: Așezare)                       | sat Hilița, comuna Costuleni    | Dealul Hiliței     | gravettian                        |            |                                               | Încărcați imagine | Raportați eroare |
| 96469.01.02 (Cod LMI: IS-I-m-B-03603.01)  | Așezarea de la Hilița - "Dealul Hiliței" / ansamblu anonim (Categorie: locuire civilă) (Tip: Așezare)                       | sat Hilița, comuna Costuleni    | Dealul Hiliței     | sec. II - IV                      |            |                                               | Încărcați imagine | Raportați eroare |
| 96469.01.03 (Cod LMI: IS-I-m-B-03603.03)  | Așezarea de la Hilița - "Dealul Hiliței" / ansamblu anonim (Categorie: locuire civilă) (Tip: Așezare)                       | sat Hilița, comuna Costuleni    | Dealul Hiliței     | sec. V-III a. Ch                  |            |                                               | Încărcați imagine | Raportați eroare |
| 100120.01.01 (Cod LMI: IS-I-m-B-03599.09) | Situl arheologic de la Hârtoape - "Poenița - Moară" / ansamblu anonim (Categorie: locuire civilă) (Tip: Așezare)            | sat Hârtoape, comuna Vânători   | Poenița - Moară    | Precucuteni                       |            |                                               | Încărcați imagine | Raportați eroare |
| 100120.01.02 (Cod LMI: IS-I-m-B-03599.08) | Situl arheologic de la Hârtoape - "Poenița - Moară" / ansamblu anonim (Categorie: locuire civilă) (Tip: Așezare)            | sat Hârtoape, comuna Vânători   | Poenița - Moară    | Horodiștea - Erbiceni             |            |                                               | Încărcați imagine | Raportați eroare |
| 100120.01.03 (Cod LMI: IS-I-m-B-03599.07) | Situl arheologic de la Hârtoape - "Poenița - Moară" / ansamblu anonim (Categorie: locuire civilă) (Tip: Așezare)            | sat Hârtoape, comuna Vânători   | Poenița - Moară    | Noua                              |            |                                               | Încărcați imagine | Raportați eroare |
| 100120.01.04 (Cod LMI: IS-I-m-B-03599.06) | Situl arheologic de la Hârtoape - "Poenița - Moară" / ansamblu anonim (Categorie: locuire civilă) (Tip: Așezare)            | sat Hârtoape, comuna Vânători   | Poenița - Moară    |                                   |            |                                               | Încărcați imagine | Raportați eroare |
| 100120.01.05 (Cod LMI: IS-I-m-B-03599.05) | Situl arheologic de la Hârtoape - "Poenița - Moară" / ansamblu anonim (Categorie: locuire civilă) (Tip: Așezare)            | sat Hârtoape, comuna Vânători   | Poenița - Moară    | geto-dacică sec. II - I a. Chr.   |            |                                               | Încărcați imagine | Raportați eroare |
| 100120.01.06 (Cod LMI: IS-I-m-B-03599.04) | Situl arheologic de la Hârtoape - "Poenița - Moară" / ansamblu anonim (Categorie: locuire civilă) (Tip: Așezare)            | sat Hârtoape, comuna Vânători   | Poenița - Moară    | sec. II - III                     |            |                                               | Încărcați imagine | Raportați eroare |
| 100120.01.07 (Cod LMI: IS-I-m-B-03599.03) | Situl arheologic de la Hârtoape - "Poenița - Moară" / ansamblu anonim (Categorie: locuire civilă) (Tip: Așezare)            | sat Hârtoape, comuna Vânători   | Poenița - Moară    | sec. IV                           |            |                                               | Încărcați imagine | Raportați eroare |
| 100120.01.08 (Cod LMI: IS-I-m-B-03599.02) | Situl arheologic de la Hârtoape - "Poenița - Moară" / ansamblu anonim (Categorie: locuire civilă) (Tip: Așezare)            | sat Hârtoape, comuna Vânători   | Poenița - Moară    | sec. IV - V                       |            |                                               | Încărcați imagine | Raportați eroare |
| 100120.01.09 (Cod LMI: IS-I-m-B-03599.01) | Situl arheologic de la Hârtoape - "Poenița - Moară" / ansamblu anonim (Categorie: locuire civilă) (Tip: Așezare)            | sat Hârtoape, comuna Vânători   | Poenița - Moară    | sec. XV                           |            |                                               | Încărcați imagine | Raportați eroare |
| 96539.01.01 (Cod LMI: IS-I-m-B-03604.04)  | Situl arheologic de la Hodora - "Dealul Calafat" / ansamblu anonim (Categorie: locuire civilă) (Tip: Așezare)               | sat Hodora, comuna Cotnari      | Dealul Calafat     | Cucuteni - B                      |            |                                               | Încărcați imagine | Raportați eroare |
| 96539.01.02 (Cod LMI: IS-I-m-B-03604.03)  | Situl arheologic de la Hodora - "Dealul Calafat" / ansamblu anonim (Categorie: locuire civilă) (Tip: Așezare)               | sat Hodora, comuna Cotnari      | Dealul Calafat     | sec. II - III                     |            |                                               | Încărcați imagine | Raportați eroare |
| 96539.01.03 (Cod LMI: IS-I-m-B-03604.02)  | Situl arheologic de la Hodora - "Dealul Calafat" / ansamblu anonim (Categorie: locuire civilă) (Tip: Așezare)               | sat Hodora, comuna Cotnari      | Dealul Calafat     | sec. IV                           |            |                                               | Încărcați imagine | Raportați eroare |
| 96539.01.04 (Cod LMI: IS-I-m-B-03604.01)  | Situl arheologic de la Hodora - "Dealul Calafat" / ansamblu anonim (Categorie: locuire civilă) (Tip: Așezare)               | sat Hodora, comuna Cotnari      | Dealul Calafat     | sec. XVIII                        |            |                                               | Încărcați imagine | Raportați eroare |
| 95168.01.01 (Cod LMI: IS-I-s-B-20186)     | Așezarea paleolitică de la Holboca - "Izvorul Pândarului" / ansamblu anonim (Categorie: locuire civilă) (Tip: Așezare)      | sat Holboca, comuna Holboca     | Izvorul Pândarului | Musterian                         |            |                                               | Încărcați imagine | Raportați eroare |
| 95168.01.02 (Cod LMI: IS-I-s-B-20186)     | Așezarea paleolitică de la Holboca - "Izvorul Pândarului" / ansamblu anonim (Categorie: locuire civilă) (Tip: Așezare)      | sat Holboca, comuna Holboca     | Izvorul Pândarului |                                   |            |                                               | Încărcați imagine | Raportați eroare |
| 95168.02.01 (Cod LMI: IS-I-m-B-03605.09)  | Situl arheologicde la Holboca - "Peste Baltă" / ansamblu anonim (Categorie: locuire civilă) (Tip: Așezare)                  | sat Holboca, comuna Holboca     | Peste Baltă        | Horodiștea - Erbiceni             |            |                                               | Încărcați imagine | Raportați eroare |
| 95168.02.02 (Cod LMI: IS-I-m-B-03605.08)  | Situl arheologicde la Holboca - "Peste Baltă" / ansamblu anonim (Categorie: locuire civilă) (Tip: Așezare)                  | sat Holboca, comuna Holboca     | Peste Baltă        | Noua                              |            |                                               | Încărcați imagine | Raportați eroare |
| 95168.02.03 (Cod LMI: IS-I-m-B-03605.07)  | Situl arheologicde la Holboca - "Peste Baltă" / ansamblu anonim (Categorie: locuire civilă) (Tip: Așezare)                  | sat Holboca, comuna Holboca     | Peste Baltă        |                                   |            |                                               | Încărcați imagine | Raportați eroare |
| 95168.02.04 (Cod LMI: IS-I-m-B-03605.06)  | Situl arheologicde la Holboca - "Peste Baltă" / ansamblu anonim (Categorie: locuire civilă) (Tip: Așezare)                  | sat Holboca, comuna Holboca     | Peste Baltă        | geto-dacică sec. III - II a. Chr. |            |                                               | Încărcați imagine | Raportați eroare |
| 95168.02.05 (Cod LMI: IS-I-m-B-03605.05)  | Situl arheologicde la Holboca - "Peste Baltă" / ansamblu anonim (Categorie: locuire civilă) (Tip: Așezare)                  | sat Holboca, comuna Holboca     | Peste Baltă        | sec. V                            |            |                                               | Încărcați imagine | Raportați eroare |
| 95168.02.06 (Cod LMI: IS-I-m-B-03605.03)  | Situl arheologicde la Holboca - "Peste Baltă" / ansamblu anonim (Categorie: locuire civilă) (Tip: Așezare)                  | sat Holboca, comuna Holboca     | Peste Baltă        | Dridu sec. X - XI                 |            |                                               | Încărcați imagine | Raportați eroare |
| 95168.02.07 (Cod LMI: IS-I-m-B-03605.02)  | Situl arheologicde la Holboca - "Peste Baltă" / ansamblu anonim (Categorie: locuire civilă) (Tip: Așezare)                  | sat Holboca, comuna Holboca     | Peste Baltă        | sec. XIV - XV                     |            |                                               | Încărcați imagine | Raportați eroare |
| 95168.02.08 (Cod LMI: IS-I-m-B-03605.01)  | Situl arheologicde la Holboca - "Peste Baltă" / ansamblu anonim (Categorie: locuire civilă) (Tip: Așezare)                  | sat Holboca, comuna Holboca     | Peste Baltă        | sec. XVII - XVIII                 |            |                                               | Încărcați imagine | Raportați eroare |
| 95168.02.09 (Cod LMI: IS-I-m-B-03605.04)  | Situl arheologicde la Holboca - "Peste Baltă" / ansamblu anonim (Categorie: locuire civilă) (Tip: Așezare)                  | sat Holboca, comuna Holboca     | Peste Baltă        | sec.IV-V                          |            |                                               | Încărcați imagine | Raportați eroare |
| 98417.01.01 (Cod LMI: IS-I-m-B-03606.05)  | Situl arheologic de la Holm / ansamblu anonim (Categorie: locuire civilă) (Tip: Așezare)                                    | sat Holm, oraș Podu Iloaiei     |                    | Starčevo - Criș                   |            |                                               | Încărcați imagine | Raportați eroare |
| 98417.01.02 (Cod LMI: IS-I-m-B-03606.04)  | Situl arheologic de la Holm / ansamblu anonim (Categorie: locuire civilă) (Tip: Așezare)                                    | sat Holm, oraș Podu Iloaiei     |                    | Cucuteni - B                      |            |                                               | Încărcați imagine | Raportați eroare |
| 98417.01.03 (Cod LMI: IS-I-m-B-03606.03)  | Situl arheologic de la Holm / ansamblu anonim (Categorie: locuire civilă) (Tip: Așezare)                                    | sat Holm, oraș Podu Iloaiei     |                    |                                   |            |                                               | Încărcați imagine | Raportați eroare |
| 98417.01.04 (Cod LMI: IS-I-m-B-03606.02)  | Situl arheologic de la Holm / ansamblu anonim (Categorie: locuire civilă) (Tip: Așezare)                                    | sat Holm, oraș Podu Iloaiei     |                    | sec. IV                           |            |                                               | Încărcați imagine | Raportați eroare |
| 98417.01.05 (Cod LMI: IS-I-m-B-03606.01)  | Situl arheologic de la Holm / ansamblu anonim (Categorie: locuire civilă) (Tip: Așezare)                                    | sat Holm, oraș Podu Iloaiei     |                    | sec. XIV - XVII                   |            |                                               | Încărcați imagine | Raportați eroare |
| 95364.01.01                               | Curtea boierească de la Hârlău / ansamblu Ansamblul de curte boierească (Categorie: locuire civilă) (Tip: Curte boierească) | oraș Hârlău                     |                    | sec. XV - XVII                    |            |                                               | Încărcați imagine | Raportați eroare |
| 95364.02.01 (Cod LMI: IS-II-m-A-04178.01) | Biserica "Sfântul Gheorghe" de la Hârlău / ansamblu anonim (Categorie: structură de cult/religioasă) (Tip: Biserică)        | oraș Hârlău                     | Str. Tăutu 10      | sec. XV                           |            | 47°25′36″N 25°53′54″E / 47.42671°N 25.89837°E | Încărcați imagine | Raportați eroare |
| 95364.02.02 (Cod LMI: IS-II-m-A-04178.01) | Biserica "Sfântul Gheorghe" de la Hârlău / ansamblu anonim (Categorie: structură de cult/religioasă) (Tip: Cimitir)         | oraș Hârlău                     | Str. Tăutu 10      |                                   |            | 25°53′54″N 47°25′36″E / 25.89837°N 47.42671°E | Încărcați imagine | Raportați eroare |
| 96986.01.01                               | Așezarea Cucuteni de la Hoisești -"La Pod" / ansamblu anonim (Categorie: locuire civilă) (Tip: Așezare)                     | sat Hoisești, comuna Dumești    | La Pod             | Cucuteni                          | 2003       | 47°12′05″N 27°19′55″E / 47.20139°N 27.33194°E | Încărcați imagine | Raportați eroare |